# Irmgard Praetz
Irmgard Praetz, nemška atletinja, * 9. avgust 1920, Salzwedel, Weimarska republika, † 7. november 2008, Garching bei München, Nemčija.
Ni nastopila na poletnih olimpijskih igrah. Leta 1938 je postala prva evropska prvakinja v skoku v daljino. Leta 1938 je postala tudi nemška državna prvakinje v isti disciplini.